# Cabeza la Vaca
Cabeza la Vaca (extremadurai nyelven Cabeça la Vaca) település Spanyolországban, Badajoz tartományban. Cabeza la Vaca Fuentes de León, Segura de León, Fuente de Cantos, Calera de León és Arroyomolinos de León községekkel határos. Lakosainak száma 1255 fő (2024).

## Népesség
A település népessége az utóbbi években az alábbiak szerint változott:
| Lakosok száma | 1631 | 1575 | 1542 | 1479 | 1440 | 1403 | 1366 | 1309 | 1298 | 1255 |
|               | 2001 | 2004 | 2006 | 2009 | 2011 | 2014 | 2016 | 2019 | 2021 | 2024 |